# Elymus yangiae
Elymus yangiae là một loài thực vật có hoa trong họ Hòa thảo. Loài này được B.Rong Lu mô tả khoa học đầu tiên năm 1992.